# Gymnastique artistique aux Jeux olympiques d'été de 2008 - Hommes par équipes
Navigation
Athènes 2004 Londres 2012
Résultats de la compétition de gymnastique par équipes hommes lors des Jeux olympiques d'été de 2008 à Pékin.

## Résultats
| Rang                                | Équipe                 | Sol        | Cheval d'arçon | Anneaux    | Saut       | Barres parallèles | Barre fixe | Total   |
| ----------------------------------- | ---------------------- | ---------- | -------------- | ---------- | ---------- | ----------------- | ---------- | ------- |
| Médaille d'or, Jeux olympiques      | Chine                  | 45.925 (6) | 46.025 (1)     | 48.875 (1) | 49.325 (1) | 49.025 (1)        | 46.950 (1) | 286.125 |
| Médaille d'or, Jeux olympiques      | Chen Yibing            | 14.575     |                | 16.575     | 15.950     |                   |            | 286.125 |
| Médaille d'or, Jeux olympiques      | Huang Xu               |            | 14.750         | 16.000     |            | 16.475            |            | 286.125 |
| Médaille d'or, Jeux olympiques      | Li Xiaopeng            |            |                |            | 16.775     | 16.450            | 15.725     | 286.125 |
| Médaille d'or, Jeux olympiques      | Xiao Qin               |            | 16.100         |            |            |                   | 15.250     | 286.125 |
| Médaille d'or, Jeux olympiques      | Yang Wei               | 15.425     | 15.175         | 16.300     | 16.600     | 16.100            |            | 286.125 |
| Médaille d'or, Jeux olympiques      | Zou Kai                | 15.925     |                |            |            |                   | 15.975     | 286.125 |
| Médaille d'argent, Jeux olympiques  | Japon                  | 45.975 (5) | 45.575 (2)     | 46.900 (3) | 46.750 (8) | 47.075 (4)        | 46.600 (3) | 278.875 |
| Médaille d'argent, Jeux olympiques  | Takehiro Kashima       |            | 15.575         |            | 15.200     |                   |            | 278.875 |
| Médaille d'argent, Jeux olympiques  | Takuya Nakase          | 15.000     |                | 15.425     |            |                   | 15.525     | 278.875 |
| Médaille d'argent, Jeux olympiques  | Makoto Okiguchi        | 15.275     |                |            |            |                   |            | 278.875 |
| Médaille d'argent, Jeux olympiques  | Koki Sakamoto          |            | 14.850         | 15.525     | 15.400     | 15.000            |            | 278.875 |
| Médaille d'argent, Jeux olympiques  | Hiroyuki Tomita        |            | 15.150         | 15.950     |            | 16.150            | 15.625     | 278.875 |
| Médaille d'argent, Jeux olympiques  | Kohei Uchimura         | 15.700     |                |            | 16.150     | 15.925            | 15.450     | 278.875 |
| Médaille de bronze, Jeux olympiques | États-Unis             | 45.400 (7) | 41.875 (8)     | 46.375 (3) | 48.225 (4) | 47.050 (5)        | 46.925 (2) | 275.850 |
| Médaille de bronze, Jeux olympiques | Alexander Artemev      |            | 15.350         |            |            |                   |            | 275.850 |
| Médaille de bronze, Jeux olympiques | Raj Bhavsar            |            | 13.750         | 15.325     | 16.125     | 15.575            |            | 275.850 |
| Médaille de bronze, Jeux olympiques | Joe Hagerty            | 14.625     |                |            |            |                   | 15.550     | 275.850 |
| Médaille de bronze, Jeux olympiques | Jonathan Horton        | 15.575     |                | 15.625     | 16.200     | 15.625            | 15.700     | 275.850 |
| Médaille de bronze, Jeux olympiques | Justin Spring          | 15.200     |                |            | 15.900     | 15.850            | 15.675     | 275.850 |
| Médaille de bronze, Jeux olympiques | Kai Wen Tan            |            | 12.775         | 15.425     |            |                   |            | 275.850 |
| 4                                   | Allemagne              | 46.225 (3) | 44.650 (3)     | 45.650 (6) | 47.000 (7) | 45.425 (7)        | 45.650 (4) | 274.600 |
| 4                                   | Thomas Andergassen     |            | 15.075         | 15.550     |            |                   |            | 274.600 |
| 4                                   | Philipp Boy            |            | 14.675         |            | 14.950     |                   | 15.725     | 274.600 |
| 4                                   | Fabian Hambüchen       | 15.875     |                | 15.175     | 16.175     | 15.950            | 15.100     | 274.600 |
| 4                                   | Robert Juckel          |            | 14.900         | 14.925     |            |                   | 14.825     | 274.600 |
| 4                                   | Marcel Nguyen          | 15.475     |                |            | 15.875     | 14.400            |            | 274.600 |
| 4                                   | Eugen Spiridonov       | 14.875     |                |            |            | 15.075            |            | 274.600 |
| 5                                   | Corée du Sud           | 46.350 (1) | 43.050 (5)     | 45.500 (7) | 47.225 (6) | 47.225 (3)        | 45.025 (6) | 274.375 |
| 5                                   | Kim Dae-Eun            | 15.625     |                | 15.275     | 15.950     | 15.925            | 14.400     | 274.375 |
| 5                                   | Kim Ji Hun             |            | 14.850         |            |            |                   | 15.450     | 274.375 |
| 5                                   | Kim Seung-il           |            |                |            |            |                   |            | 274.375 |
| 5                                   | Kim Su Myon            | 15.825     | 14.675         |            | 15.925     |                   | 15.175     | 274.375 |
| 5                                   | Yang Tae-Young         | 14.900     | 13.525         | 14.750     | 15.350     | 15.450            |            | 274.375 |
| 5                                   | Yoo Won Chel           |            |                | 15.475     |            | 15.850            |            | 274.375 |
| 6                                   | Russie                 | 46.050 (4) | 42.875 (7)     | 45.950 (5) | 48.150 (5) | 47.300 (2)        | 43.975 (7) | 274.300 |
| 6                                   | Maxim Devyatovsky      | 15.175     | 13.575         | 15.450     | 15.525     |                   | 14.325     | 274.300 |
| 6                                   | Anton Golotsutskov     | 15.650     |                |            | 16.575     |                   |            | 274.300 |
| 6                                   | Sergei Khorokhordin    | 15.225     | 13.825         |            |            | 15.675            | 14.575     | 274.300 |
| 6                                   | Nikolai Kryukov        |            | 15.475         |            | 16.050     | 16.150            |            | 274.300 |
| 6                                   | Konstantin Pluzhnikov  |            |                | 15.250     |            |                   |            | 274.300 |
| 6                                   | Iouri Riazanov         |            |                | 15.250     |            | 15.475            | 15.075     | 274.300 |
| 7                                   | Roumanie               | 46.250 (2) | 43.525 (4)     | 46.375 (3) | 49.300 (2) | 45.225 (8)        | 43.500 (8) | 274.175 |
| 7                                   | Adrian Bucur           |            |                | 15.125     |            |                   |            | 274.175 |
| 7                                   | Marian Drăgulescu      | 15.650     |                |            | 16.550     |                   | 14.425     | 274.175 |
| 7                                   | Flavius Koczi          | 15.075     | 15.175         |            | 16.525     | 15.050            | 14.325     | 274.175 |
| 7                                   | Daniel Popescu         |            | 13.700         |            | 16.225     |                   |            | 274.175 |
| 7                                   | Răzvan Șelariu         | 15.525     | 14.650         | 15.325     |            | 14.850            | 14.750     | 274.175 |
| 7                                   | George Robert Stănescu |            |                | 15.925     |            | 15.325            |            | 274.175 |
| 8                                   | France                 | 44.625 (8) | 42.925 (6)     | 45.300 (8) | 48.400 (3) | 46.575 (6)        | 45.050 (5) | 272.875 |
| 8                                   | Thomas Bouhail         | 15.300     | 14.375         |            | 16.475     |                   |            | 272.875 |
| 8                                   | Benoît Caranobe        | 14.425     |                | 15.225     | 15.950     |                   |            | 272.875 |
| 8                                   | Yann Cucherat          |            |                |            |            | 16.050            | 14.250     | 272.875 |
| 8                                   | Dimitri Karbanenko     | 14.900     |                |            | 15.975     | 15.375            | 15.350     | 272.875 |
| 8                                   | Danny Rodrigues        |            | 13.750         | 16.100     |            |                   |            | 272.875 |
| 8                                   | Hamilton Sabot         |            | 14.800         | 13.975     |            | 15.150            | 15.450     | 272.875 |